# Óscar Palmer
Óscar Palmer (Capdepera, Baleares, 1975) es crítico de cómics, traductor de cómics y libros, y editor español de la editorial Es Pop Ediciones, fundada por él mismo.
Palmer estuvo vinculado durante varios años al mundo de la historieta como crítico, publicando dos libros sobre la disciplina, Guía básica del cómic (Nuer Ediciones, 1999, junto a Eric Frattini) y Cómic alternativo de los noventa (La Factoría de Ideas, 2000, ya en solitario), y ejerciendo como director de las revistas sobre cómic Volumen (durante el año 2000) y U, el hijo de Urich (entre 2002 y 2004). También fue cofundador, junto a David Muñoz, de la revista Más libros (1998). 
Desde 2008 dirige su propia editorial de libros relacionados con la cultura popular: Es Pop ediciones.